# Poggio Imperiale
Poggio Imperiale ist eine italienische Gemeinde (comune) mit 2486 Einwohnern (Stand 31. Dezember 2023) in der Provinz Foggia in Apulien. Die Gemeinde liegt etwa 39 Kilometer nordnordwestlich von Foggia.

## Geschichte
1759 wurde die Ortschaft durch den Fürsten von Sant’Angelo dei Lombardi, Placido Imperiale, gegründet.

## Gemeindepartnerschaften
Poggio Imperiale unterhält eine Partnerschaft mit der albanischen Gemeinde Vora im Kreis Tirana.

## Verkehr
Durch die Gemeinde führt die Autostrada A14 von Bologna nach Süditalien. Davon geht ab die Strada Statale 693 dei Laghi di Lesina e Varano nach Vico del Gargano. Der Bahnhof von Poggio Imperiale liegt an der Ferrovia Adriatica von Ancona nach Lecce.

## Söhne und Töchter der Gemeinde
- Maria Giuseppa Robucci (1903–2019), Supercentenarian